# Universitat Autònoma de Barcelona
Universitat Autònoma de Barcelona (UAB; Barcelonas autonoma universitet) är ett offentligägt universitet i Katalonien (Spanien). Det är till största delen beläget i Cerdanyola del Vallès, i kransområdet till själva Barcelona.

## Historik
UAB grundades 1968. Det etablerade tre år senare sin nuvarande huvudplacering i Bellaterra i Cerdanyola del Vallès. De första fakulteterna var den i filosofi och litteratur (ursprungligen placerad i Sant Cugat del Vallès) och den i medicin (med provisorisk placering i L'Hospital de Sant Pau i Barcelona).
När UAB etablerades, under det sista decenniet av Francisco Francos diktatur, sågs universitetet som ett tecken på en relativ liberalisering inom spansk utbildningspolitik. Universitet innebar en ytterligare satsning inom den högre utbildningen i en spansk landsända som med sin katalanska identitet tidigare representerat en politisk motpol mot Francoregimen.
UAB ansågs enligt 2012 års QS Universitetsvärldsrankning vara det bästa universitetet i Spanien. Undersökningen rankade då universitetet på 176:e plats i världen.

## Storlek och inriktning

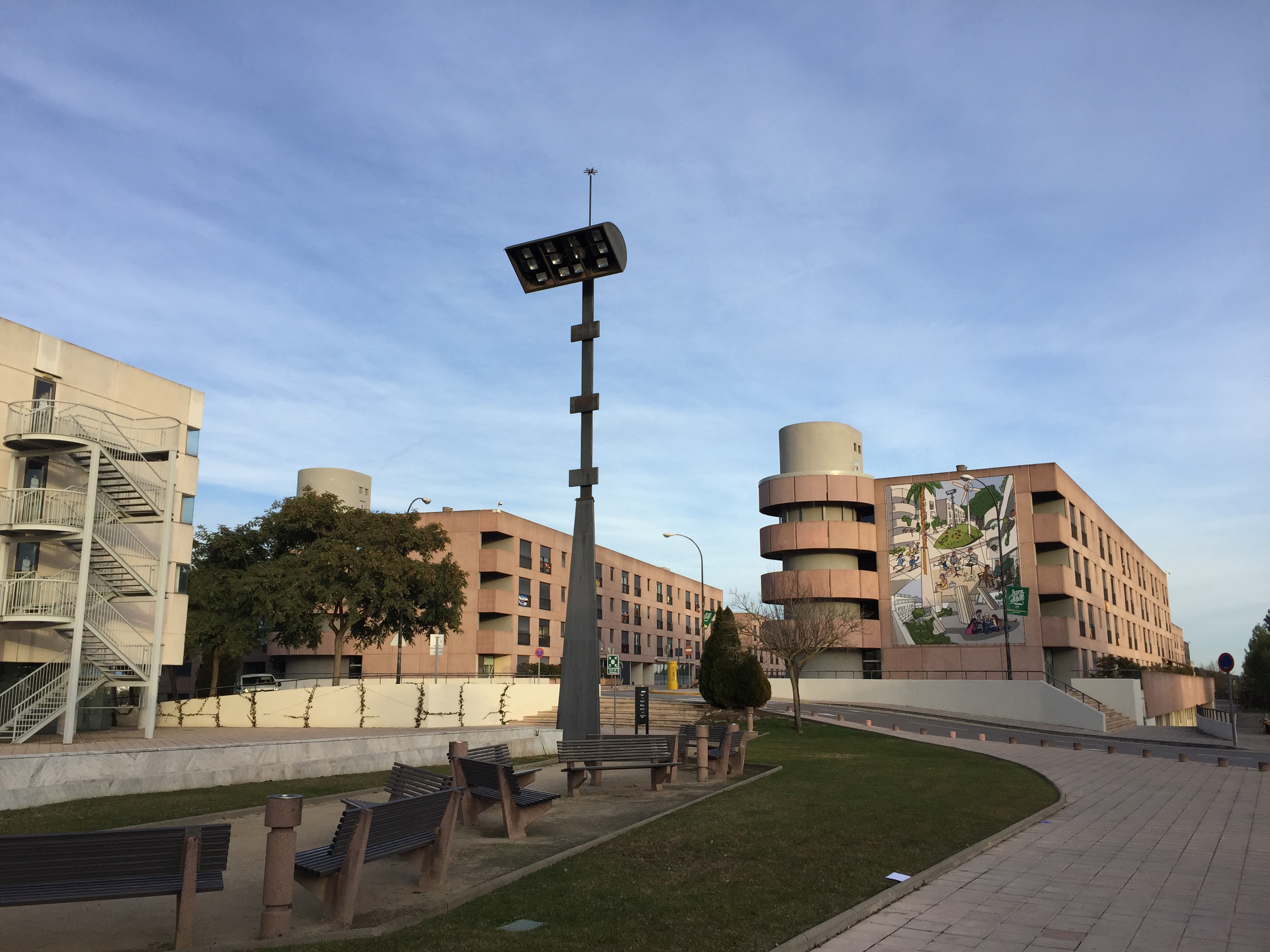
Universitetsstaden vid UAB.

Universitetet bestod 2018 av 57 avdelningar inom experimentella, livs-, samhällsvetenskapliga och humanistiska vetenskaper, fördelat på 13 fakulteter eller skolor. Alla dessa centra tillsammans utdelade 2012 totalt 80 intyg i form av kandidat- och magisterexamensbevis och ingenjörsvetenskapliga grader. Dessutom erbjuds cirka 80 doktorandprogram och mer än 80 andra högre examina.
UAB har fler än 40 000 studenter och fler än 3 600 akademiker och forskare. Det finns många forskningsinstitut på campusen, liksom andra forskningscentra, tekniska supporttjänster och tjänsteleverantörer. Synkrotronen ALBA, som är placerad i Synchrotronparken i Barcelona, ligger mycket nära UAB.
Läsåret 2005–06 fanns inom universitetet nio olika bibliotek, ett allmänt kartotek, två dokumentationscentra och ett allmänt tidningsarkiv. Tillsammans motsvarade dessa 869 000 volymer och över 46 000 tidskriftssamlingar.